# طنة (قوقع)
خُنَين أوالطنة (الاسم العلمي: Tonna) هي جنس من الرخويات يتبع الفصيلة الطنية من رتبة الصدفيات الماصة.

## أنواع قوقع الطنة
- طنة دورقية (الاسم العلمي:Tonna ampullacea)
- طنة ريشية (الاسم العلمي:Tonna pennata)
- طنة سوداء الفم (الاسم العلمي:Tonna melanostoma)
- طنة صفراء الفم (الاسم العلمي:Tonna luteostoma)
- طنة صينية (الاسم العلمي:Tonna chinensis)
- طنة قاتمة (الاسم العلمي:Tonna tenebrosa)
- طنة قلنسوية (الاسم العلمي:Tonna galea)
- طنة قنواتية (الاسم العلمي:Tonna canaliculata)
- طنة متغيرة (الاسم العلمي:Tonna variegata)
- طنة مخططة (الاسم العلمي:Tonna sulcosa)
- طنة مشطرجة (الاسم العلمي:Tonna tessellata)
- طنة نطاقية (الاسم العلمي:Tonna zonata)
- طنة هاواي (الاسم العلمي:Tonna hawaiiensis)